# I stand free
I stand free（アイスタンドフリー）は、日本のロックバンドACIDMANの16枚目のシングル。2008年11月12日発売。

## 概要
- 12sシングル「プリズムの夜」以来4作ぶりのsecend line収録シングル。
- 今シングル発売決定時のタイトル表記は「I STAND FREE」だった。
- 大木曰く「バンドの王道」。
- ライブのリハーサルの休憩中に製作。大木曰く、「ポーンと降りてきた」(MTVの発言より)
- PVは、大木達を含め全てをCGで表現。そこに人工的に光を合成し、存在しないような影を表現している。

## 収録曲
1. I stand free
BS朝日「EARTH friendly MEDIA」2009キャンペーンソング。
2. O (オー) ‐second line‐
2ndアルバム『Loop』収録曲のセルフカバー。

作詞：大木伸夫、作曲・編曲：ACIDMAN

## 収録アルバム
- A beautiful greed (#1)
- ACIDMAN THE BEST (#1)